# Kaufland
Kaufland (izgovor: kaʊ̯flant) je njemački trgovački lanac, dio Schwarz-Gruppe koji također posjeduje Lidl. Prva trgovina otvorena je 1984. godine u Neckarsulmu gdje se i danas nalazi sjedište tvrtke.
Nakon ponovnog ujedinjenja Njemačke postaje vodeći trgovački lanac na području bivše Istočne Njemačke.
Posjeduje više od 1000 hipermarketa u Njemačkoj, Češkoj, Slovačkoj, Poljskoj, Rumunjskoj, Bugarskoj, Hrvatskoj i Moldaviji.

## Kaufland u Hrvatskoj
U Hrvatskoj Kaufland posjeduje sveukupno 45 poslovnica u Zagrebu, Splitu, Rijeci, Osijeku, Zadru, Slavonskom Brodu, Poreču, Puli, Sesvetama, Karlovcu, Šibeniku, Sisku, Velikoj Gorici, Vinkovcima, Vukovaru, Bjelovaru, Koprivnici, Požegi, Zaprešiću, Čakovcu, Virovitici, Samoboru, Kutini, Makarskoj, Novoj Gradiški, Rovinju, Biogradu na Moru, Sinju, Trogiru, Poreču, Đakovu, Dugom Selu, Umagu, Novoj Gradiški i Zaboku.

## Kaufland u svijetu
| Država    | Broj poslovnica |
| --------- | --------------- |
| Njemačka  | 700+            |
| Poljska   | 238             |
| Rumunjska | 167             |
| Češka     | 140             |
| Slovačka  | 80              |
| Bugarska  | 65              |
| Hrvatska  | 50              |
| Moldavija | 9               |

#### Australija
Kaufland je u ožujku 2019. najavio i započeo izgradnju distribucijskog centra u Melbourneu, Viktoriji. Kaufland je uložio oko 255 milijuna dolara u novi objekt od 115 000 četvornih metara, što je trebalo stvoriti oko 600 novih radnih mjesta u regiji. Krajem siječnja 2020. Kaufland je objavio da će se povući iz Australije i koncentrirati na ključna tržišta u Europi.

## Vanjske poveznice
- Kaufland Hrvatska - službena stranica
- Kaufland Njemačka - službena stranica